# Augustin Thiam
Pour les articles homonymes, voir Thiam.
Augustin Abdoulaye Thiam Houphouët, né le 14 août 1952 à Yamoussoukro, est un homme politique ivoirien. Il est ministre gouverneur du district autonome de Yamoussoukro depuis 2011. Il est également le chef canton des Akouès.

## Biographie

### Origine et famille
Augustin Thiam naît le 14 août 1952 à Yamoussoukro en Côte d'Ivoire. Descendant de la lignée royale de la chefferie Akouè et petit-neveu du premier président ivoirien Félix Houphouët-Boigny, il est éduqué dans la tradition baoulé par sa tante, Faitai Houphouët-Boigny, qui est la sœur aînée de Houphouët-Boigny. 
À l'âge de 15 ans, il accompagne son père, Amadou Thiam, ministre nommé ambassadeur au Maroc, où il fréquente le lycée Descartes à Rabat. Il côtoie les enfants des familles influentes du pays, tels que Driss Benhima, actuel dirigeant de la compagnie Royal Air Maroc, et Malika Oufkir, fille du général qui a tenté de renverser Hassan II. Au cours de ces années, il rencontre à plusieurs reprises le roi, qui apprécie son père. Sa mère, également décédée, est issue de la famille Houphouët-Boigny, étant la fille de Aka Amoin, sœur du président Houphouët-Boigny. Augustin Thiam est le troisième enfant d'une famille de sept, avec deux sœurs cadettes et quatre frères dont deux aînés et deux cadets. Il est frère aîné de Tidjane Thiam.

### Etudes
De retour à Abidjan en 1972, Augustin Thiam obtient un baccalauréat littéraire au lycée classique d'Abidjan avec la mention assez bien et entame des études à la faculté de médecine de Cocody. Il sort docteur en médecine en 1983.

### Carrière
Augustin Thiam exerce ensuite, jusqu'en 1989, sa profession de médecin dans les services d’anesthésie-réanimation des Centre hospitalier universitaire de Cocody et de Treichville des hôpitaux publics. 
Il adresse une lettre à Béchir Ben Yahmed, le fondateur de Jeune Afrique, lui proposant de contribuer à une rubrique scientifique. Il fait alors ses débuts en journalisme à Paris aux côtés de Sennen Andriamirado, Hamid Barrada, Albert Bourgi et François Soudan. Ce qui lui a valu une expérience de cinq ans en tant que journaliste au sein du journal Jeune Afrique. Il rentre en Côte d’Ivoire en 1993 après la mort d’Houphouët-Boigny.
En 1995, Henri Konan Bédié le nomme secrétaire général du Comité interministériel de lutte antidrogue (Cilad).

## Chef canton
À la mort de Nanan Kouassi N’Goh II, son grand-oncle et chef du canton des Akouès, Augustin Thiam, s'installe définitivement à Yamoussoukro à partir de 2002. Après un conflit prolongé, mêlant des enjeux coutumiers, administratifs et judiciaires, l'opposition à sa légitimité menée par l'un de ses cousins, Augustin Dahouet-Boigny, s'est conclue par un verdict en sa faveur rendu par la cour suprême en juin 2017. Cependant, Augustin Dahouet-Boigny continuera de revendiquer le titre de chef. Thiam soutient que, selon les traditions de sa lignée, la succession à la chefferie passe par la lignée féminine, l'héritage étant ainsi transmis par les enfants d'une sœur plutôt que ceux d'un fils, ce qui invalide les prétentions de son cousin. 
Augustin Thiam adopte le nom de Nanan Boigny N'Dri III.

## Gouverneur du district de Yamoussoukro
En 2011, après la victoire de Alassane Ouattara aux élections et la succession de Laurent Gbagbo. Auguste Thiam est nommé gouverneur du district autonome de Yamoussoukro et est nommé membre du cabinet national. Il est nommé pour un second mandat par Alassane Ouattara en 2015. 
Auguste Thiam est nommé ministre-gouverneur du district autonome de Yamoussoukro par décret présidentiel le 13 mai 2020. Il est reconduit dans ses fonctions le 18 juin 2021,,.

## Politique
En 2003, Thiam rejoint le Rassemblement des républicains. En 2010, il est à la tête de la campagne présidentielle d’Alassane Ouattara dans la région de Yamoussoukro.